# Thomas Cœuriot
Pour les articles homonymes, voir Cœuriot.
 (juillet 2011).
Si vous disposez d'ouvrages ou d'articles de référence ou si vous connaissez des sites web de qualité traitant du thème abordé ici, merci de compléter l'article en donnant les références utiles à sa vérifiabilité et en les liant à la section « Notes et références ».
Thomas Cœuriot est un musicien, compositeur et arrangeur français né en 1978. Il joue de la guitare, de la mandoline, de la harpe, du piano, de la basse et de la contrebasse, du bouzouki, du banjo, du violoncelle, du violon, de l'oud, du bodhrán...

## Présentation
« Attiré très tôt par la musique, je commence dès l’âge de 4 ans mes premiers cours de piano. Quelques années plus tard, je m’intéresse plus particulièrement à la guitare en jouant avec divers groupes puis j'étudie le classique au conservatoire et le jazz avec Pierre Cullaz… Dans le même temps, je travaille l’écriture classique (Harmonie et contrepoint) puis me forme à l’arrangement Big Band dans une école de jazz parisienne. Passionné de musiques traditionnelles (Berbere, Moyen-Orient, Irlandaise, Tzigane, Brésilienne, Indienne et autres…), j'apprends à jouer divers instruments à cordes et percussions ( tels que le violoncelle, la mandoline, le bouzouki, le banjo, le oud, la harpe irlandaise, la basse, la contrebasse, divers tambours sur cadre, etc. Ah oui, J'ai aussi beaucoup travaillé avec patati et longtemps avec patata... ».

## Discographie

### Albums
- « Caché derrière » - Laurent Voulzy (1992) - Guitare sur « Guitare Héraut ».
- « Voulzy tour » (coffret édition limitée inclus 1 cd bonus) - Laurent Voulzy (1994) - Chœurs sur « Du temps qui passe » (cd bonus).
- « Lavoine matic » - Marc Lavoine (1996).
- « 7ème ciel » - Marc Lavoine (1999).
- « Intempestives » - Yves Simon (artiste) (1999) - Contrebasse.
- « Zanzibar » - Salvatore Adamo  (1999) - Guitare nylon sur « Un air en Fa Mineur ».
- « Bastille blues » - Jean-Jacques Milteau (1999) - Guitare.
- « Premieralbhomme » - Les Malinges (1999).
- « Au nom d'une femme » - Hélène Ségara (2000) - Guitare.
- « En concert à L'Olympia » - Hélène Ségara (2001) - Guitares et chœurs.
- « Siempre 23 » - Jonatan Cerrada, (2003).
- « Botanique et Vieilles Charrues » - Louis Chedid (2003) - Guitares et chœurs.
- « Saisons » - Laurent Voulzy (2003) - Guitares et chœurs sur le titre « Là où je vais ».
- « Le Gothique Flamboyant Pop Dancing Tour » - Laurent Voulzy (2004) - Guitares, claviers et chœurs.
- « Manquait plus qu'ça » - Sandrine Kiberlain (2005) - Guitares, bouzouki, banjo et chœurs.
- « La vie Théodore » - Alain Souchon (5 septembre 2005) - Guitares, bouzouki, mandoline, bodhrán...
- « Parenthèses » - Françoise Hardy (2006) - Guitare acoustique sur « Soleil » (duo avec Alain Souchon).
- « Révérence » - Henri Salvador (2006) - Guitare acoustique, mandoline et guitare électrique.
- « L'amour reviendra bien » - Duo Soria - (mai 2007) - Guitare manouche sur le titre « Collectionne ».
- « Des pages blanches » - Thomas Verovski (mai 2009) - Guitares, mandoline, harpe.
- « J'accuse » - Damien Saez (2009) - Guitares.
- « Où s'en vont les histoires ? » - Thierry Amiel (mai 2010) - Guitares.
- « All you need is... » - Travelling Quartet (2010) - Arrangements.
- « Messina » - Damien Saez (2012) - Guitares.

### Singles
- 2005 : Petit rat, petit loup, Mathieu Johann

### Bande originale
- Film L'Élève Ducobu (2011) - Musique de Marc Chouarain.

### En digital
- Single Un homme se blesse, Kareen Antonn (février 2007) - Guitare, basse.

## Sur scène
- Tournée d'Hélène Ségara (2000/2001) - Guitares et chœurs.
- Concert de Mino Cinelu à Bratislava (2000 ??) - Guitares et chœurs.
- Tournée « Un tour d'Avril » de Laurent Voulzy (2002/2003) - Guitares, claviers et chœurs.
- Concert au Cirque Royal de Bruxelles, Louis Chedid (22 janvier 2003 - Remplacement sur une unique date du guitariste Michaël Ohayon) - Guitares et chœurs.
- Tournée acoustique de Laurent Voulzy (2004) - Guitares, harpe celtique, claviers et chœurs.
- Concert pour L'Archange Solidarité (5 février 2005), organisée par Julien Voulzy (Julien Voulzy) à La Maroquinerie.
- Mars 2005, avec le duo féminin Soria - Guitare et chœurs.
- Tournée de Sandrine Kiberlain (de septembre à décembre 2005) - Guitares, banjo, bouzouki, claviers, harpe celtique et chœurs.
- Tournée d'Alain Souchon (du 2 février 2006 au 23 juin 2006) - Guitares et chœurs.
- Tournée de Nolwenn Leroy « Histoires Naturelles Tour » (du 30 septembre 2006 au 16 septembre 2007) - Guitares, harpe celtique et chœurs.
- Tournée mondiale de Jane Birkin (2008) - Guitares, harpe celtique, piano, mandoline et chœurs.
- Concerts « Les bis », « Histoire de Melody Nelson » & « L'enfant assassin des mouches » (les 22 et 23 octobre 2008 à Paris) de Jean-Claude Vannier et Serge Gainsbourg - Guitare.
- Tournée mondiale « Toystore » de Coralie Clément (2008/2009) - Guitares, violoncelle et chœurs.
- Quelques concerts avec Thomas Verovski (début 2009 ??) - Guitares, mandoline, harpe, chœurs.
- Quelques dates avec Maya Barsony (début 2009) - Guitare.
- Avec la chanteuse Alka Balbir -Premières parties des concerts Benjamin Biolay- Guitare (2009).
- Tournée de Damien Saez (du 22 avril 2010 au 20 juillet 2010) - Guitare.
- Concerts au Brésil avec la chanteuse Berry (2011).

## Sur DVD
- « En concert à L'Olympia », Hélène Ségara (2001).
- « Botanique et Vieilles Charrues », Louis Chedid (2003).
- « Le Gothique Flamboyant Pop Dancing Tour », Laurent Voulzy (2004).
- « Histoires Naturelles Tour », Nolwenn Leroy (2007).

## En clip
- « Padam », Benjamin Biolay (2010) - Le guitariste.